# Manu (bande dessinée)
Pour les articles homonymes, voir Manu.
Manu est une bande dessinée créée par Frank Margerin d'après la série télévisée d'animation homonyme diffusée sur La Cinq et France 2. Elle raconte les histoires d'un jeune adolescent qui accumule gags et bêtises dont son ami Robert fait souvent les frais.

## Historique
En 1989, Jingle, petite société française de production de films, propose à l’auteur de créer une série d’animation avec Lucien. Frank Margerin était réticent à l'idée d'adapter un de ces personnages en animation. Au terme de deux ans de collaboration, Christian Masson (producteur exécutif pour Jingle) le convainc de créer le personnage original de Manu pour La Cinq. Craignant de voir son personnage dénaturé à l’écran, Margerin crée un personnage spécialement pour cette série, Manu. Nez pointu, houppette blonde et Perfecto, Manu est un adolescent turbulent de quatorze ans qui en fait voir de toutes les couleurs à son pote Robert. Les histoires sont plus légères qu’à l’accoutumée, le public visé étant sensiblement plus jeune. Margerin s’implique beaucoup dans ce projet, donne ses instructions et élabore les storyboards depuis Angoulême, le travail d'animation se poursuivant ensuite au Japon et en Chine.
Après la diffusion sur La Cinq, Margerin publie trois volumes de Manu, épaulé pour les deux premiers par Alteau à l’encrage et sa femme aux couleurs.
Fort du succès que la série rencontre, trois albums sortiront :
- L'Insupportable Manu (1990)
- L'Abominable Manu (1991)
- Le Danger public (1994)

## Personnages de la série
- Manu : jeune banlieusard de 14 ans aux allures de rockeur, toujours enjoué et de bonne humeur, avec une crête blonde comme coiffure et prêt à faire la fête avec son ami Robert, il cause involontairement bien des malheurs aux personnes qu'il croise.
- Robert : le copain de Manu si l'on peut dire, c'est en quelque sorte son souffre-douleur, c'est toujours ce dernier qui est souvent victime des bêtises de Manu. Il est moralisateur et demande souvent à Manu de ne pas faire ceci-cela sans qu'il soit écouté. C'est un personnage un peu similaire au Schtroumpf à lunettes.
- Josiane : la sœur de Manu. Elle a 7 ans, elle apparaît de temps en temps dans les albums, elle est du genre capricieuse et râleuse, elle ne se laisse pas faire face à son frère.
- Raoul : le père de Manu. Personnage sympathique, mais de tempérament plutôt nerveux, il se permet de donner des leçons aux autres qu'il ne peut pas lui-même appliquer. Véritable danger public, quand il est dans son véhicule, mieux vaut ne pas le croiser.
- Simone : la mère de Manu, qui lui ressemble énormément. Très autoritaire, toujours la première à calmer les excès des autres, elle déteste qu'on lui désobéisse et ne laisse jamais personne la corriger.
- Youki ou Kiki : le chien de la famille.